# Saksonia-Gotha
Księstwo Saksonii-Gothy (niem. Herzogtum Sachsen-Gotha) – księstwo Świętego Cesarstwa Rzymskiego powstałe w wyniku wydzielenia z pozostałych ziem linii ernestyńskiej dynastii Wettynów. Stolicą księstwa było miasto Gotha.

## Historia
Ernest I Pobożny – książę od 1640 roku, przejął w 1672 roku władzę nad księstwem Saksonii-Altenburga. Od tego roku księstwo Saksonii Gotha nazywane jest księstwem Saksonii-Gothy-Altenburga. Równie często jednak za początek owego księstwa podaje się rok 1680, kiedy to następca Ernesta I, Fryderyk, wydzielił swoim braciom sześć księstw. W 1680 ostatecznie następcami księstwa Saksonia-Gotha zostały:
- Saksonia-Gotha-Altenburg
- Saksonia-Coburg
- Saksonia-Meiningen
- Saksonia-Römhild
- Saksonia-Eisenberg
- Saksonia-Hildburghausen
- Saksonia-Coburg-Saalfeld

## Książęta (Herzöge)
- 1640–1674 Ernest I Pobożny
- 1674–1691 Fryderyk I (1646-1691), syn Ernesta I

- 1680 – podział księstwa między synów Ernesta I Pobożnego, w wyniku czego z księstwa wyodrębniono ziemie dla:
  - 1680–1699 Albrecht, książę Saksonii-Coburga
  - 1680–1706 Bernard I, książę Saksonii-Meiningen
  - 1680–1710 Henryk, książę Römhild
  - 1680–1707 Krystian I, książę Saksonii-Eisenberg
  - 1680–1715 Ernest II, książę Saksonii-Hildburghausen
  - 1680–1699 Jan Ernest, książę Saksonii-Saalfeld